# Nicolae Rădescu
Nicolae Rădescu (Călimănești, 30 marzo 1874 – New York, 16 maggio 1953) è stato un politico e generale rumeno.
Fu l'ultimo primo ministro del Regno di Romania prima della presa del potere da parte del Partito Comunista Rumeno.

## Biografia
Negli anni trenta fu un sostenitore del Partito dei Crociati rumeni, movimento distaccatosi dalla Guardia di Ferro dallo scarso seguito e confluito successivamente nel Partito Nazionale Liberale.
Nel 1942 scrisse una lettera all'ambasciatore tedesco a Bucarest, Manfred von Killinger, per criticare l'ingerenza tedesca negli affari interni rumeni e fu internato nel campo di prigionia a Târgu Jiu. Dopo il 23 agosto 1944 fu liberato e nominato Capo delle Forze Armate Rumene.
Divenne Primo ministro il 7 dicembre 1944 e cercò di impostare una politica anti-comunista sul modello greco di Geōrgios Papandreou. Alla fine di febbraio 1945, il Partito Comunista e i suoi alleati chiesero le sue dimissioni, che vennero rassegnate a seguito delle pressioni da parte dell'Unione Sovietica che minacciò di non riconsegnare la Transilvania alla Romania. Venne così sostituito da Petru Groza, già ministro nel suo governo.
Perseguitato dal nuovo regime, trovò rifugio presso l'ambasciata britannica di Bucarest e si trasferì negli Stati Uniti d'America dove, insieme ad altri rifugiati politici, fondò il Comitato Nazionale Rumeno, una sorta di governo in esilio che venne in seguito sciolto nel 1972 e che non trovò adeguato supporto da parte delle nazioni occidentali. Morì a New York nel 1953. Nel 2000, il Primo ministro Mugur Isărescu ne fece trasferire le spoglie nel cimitero di Bellu.